# 道の駅良寛の里わしま
道の駅良寛の里わしま（みちのえき りょうかんのさとわしま）は、新潟県長岡市島崎にある国道116号の道の駅である。

## 沿革
- 1991年（平成3年）4月 - 良寛の里美術館、歴史民俗資料館、観光物産館「てまり」、茶室「指月亭」を含む「良寛の里」がオープン[1][2]。
- 1994年（平成6年）5月 - 菊盛記念美術館がオープン[3][4]。
- 1995年（平成7年）8月 - 道の駅として登録[5]。
- 2004年（平成16年）4月 - リニューアルオープンし、「地域交流ゾーン」（もてなし家、ふれあい広場）と「道路情報ターミナルゾーン」がオープン[6]。

## 施設
「良寛の里美術館」、「菊盛記念美術館」を核とする1995年（平成7年）登録の「美術館ゾーン」と国道116号線沿いに増設された2003年（平成15年）登録の「道路情報ターミナルゾーン」「地域交流ゾーン」の2箇所で構成されている。
- 駐車場
  - 普通車：120台
  - 大型車：30台
  - 身障者用：2台
- トイレ （いずれも24時間利用可能）
  - 男：大・小 14器
  - 女：11器
  - 身障者用：2器
- 公衆電話：1台
- 観光案内所

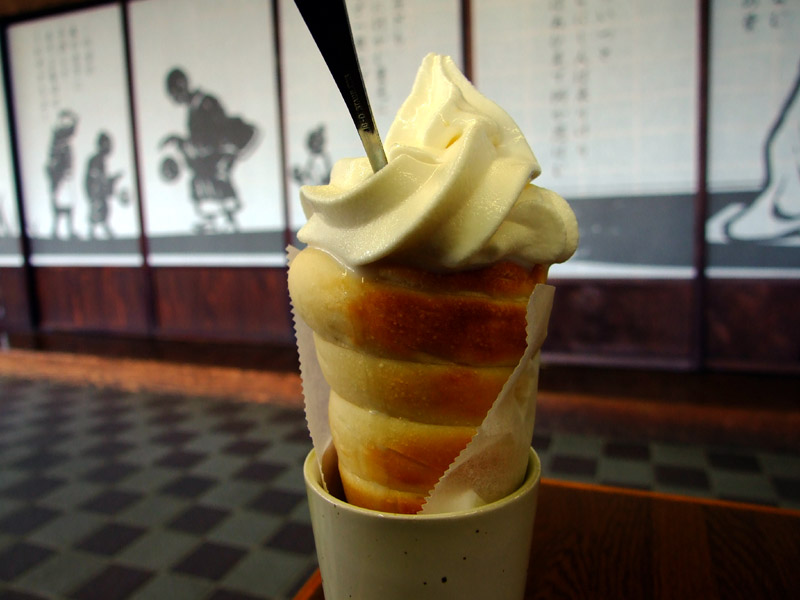
お休み処「和らぎ家」のガンジーソフト

- レストラン「てまり」（10:00 - 22:00）
- 食堂「もてなし家」（11:00 - 15:00）
- お休み処「和らぎ家」
- 物産館「もてなし家」 - 1832年（天保3年）に建てられた茅葺き民家を移築してオープン[6]。
- 良寛の里美術館
- 菊盛記念美術館
- 道路情報ターミナル（24時間）

### 管理
- 国土交通省北陸地方整備局
- 長岡市

## 休館日
- 年中無休（道路情報ターミナルのみ）
- 年末年始（道路情報ターミナルは除く）
- 毎週月曜日（レストラン、食堂、物産館のみ）

## アクセス
- 国道116号（和島バイパス） - 登録路線
- 新潟県道574号寺泊西山線
- JR越後線 小島谷駅より徒歩約20分（美術館ゾーン）

## 周辺
- はちすば通り[7]
- 和島オートキャンプ場
- 長岡市立北辰中学校